# Potamotherium
Potamotherium (literalmente, "bestia de río") es un género extinto de mamíferos carnívoros . Vivió durante el periodo del Mioceno en Europa y Norteamérica.

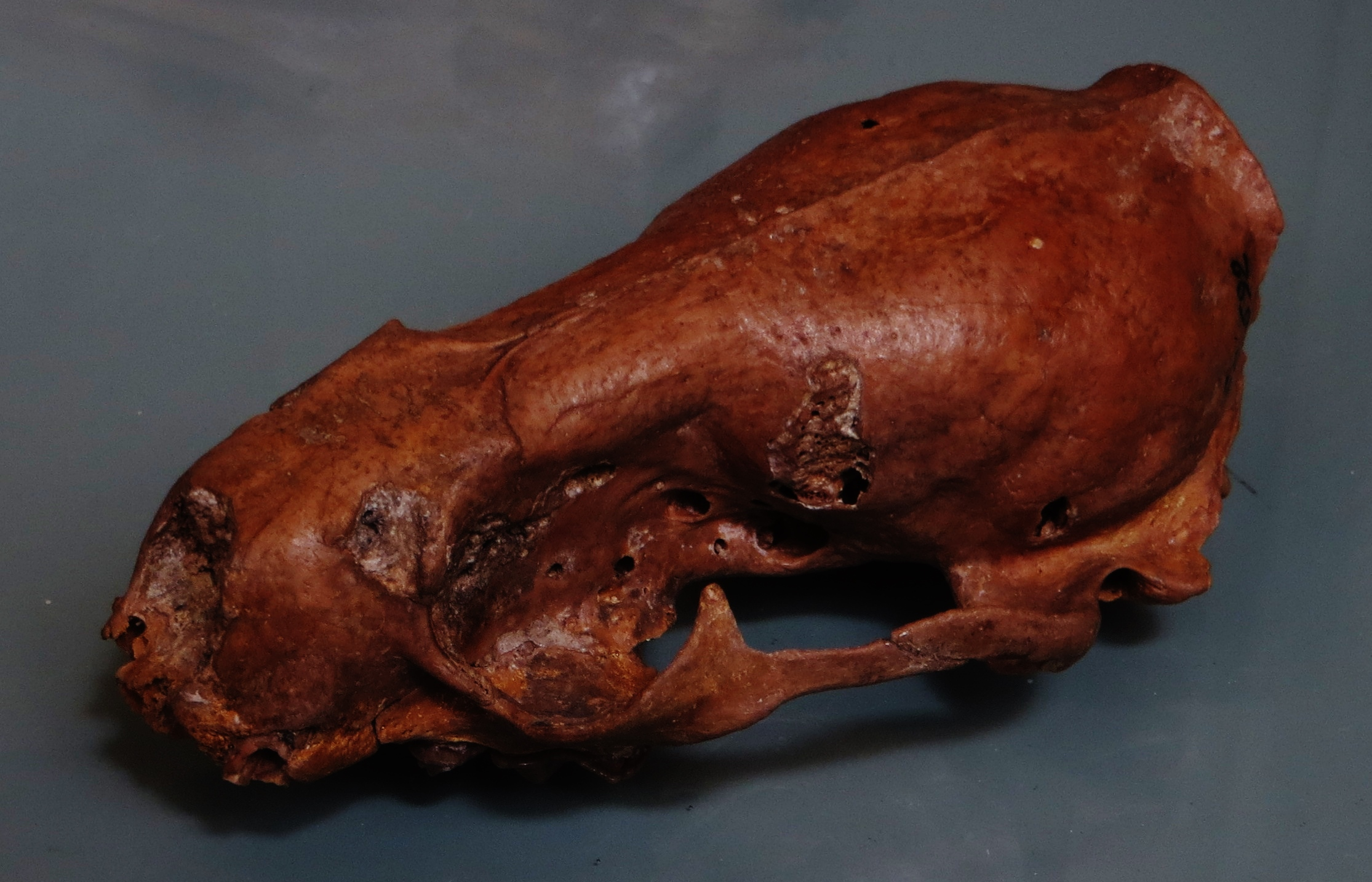
Cráneo

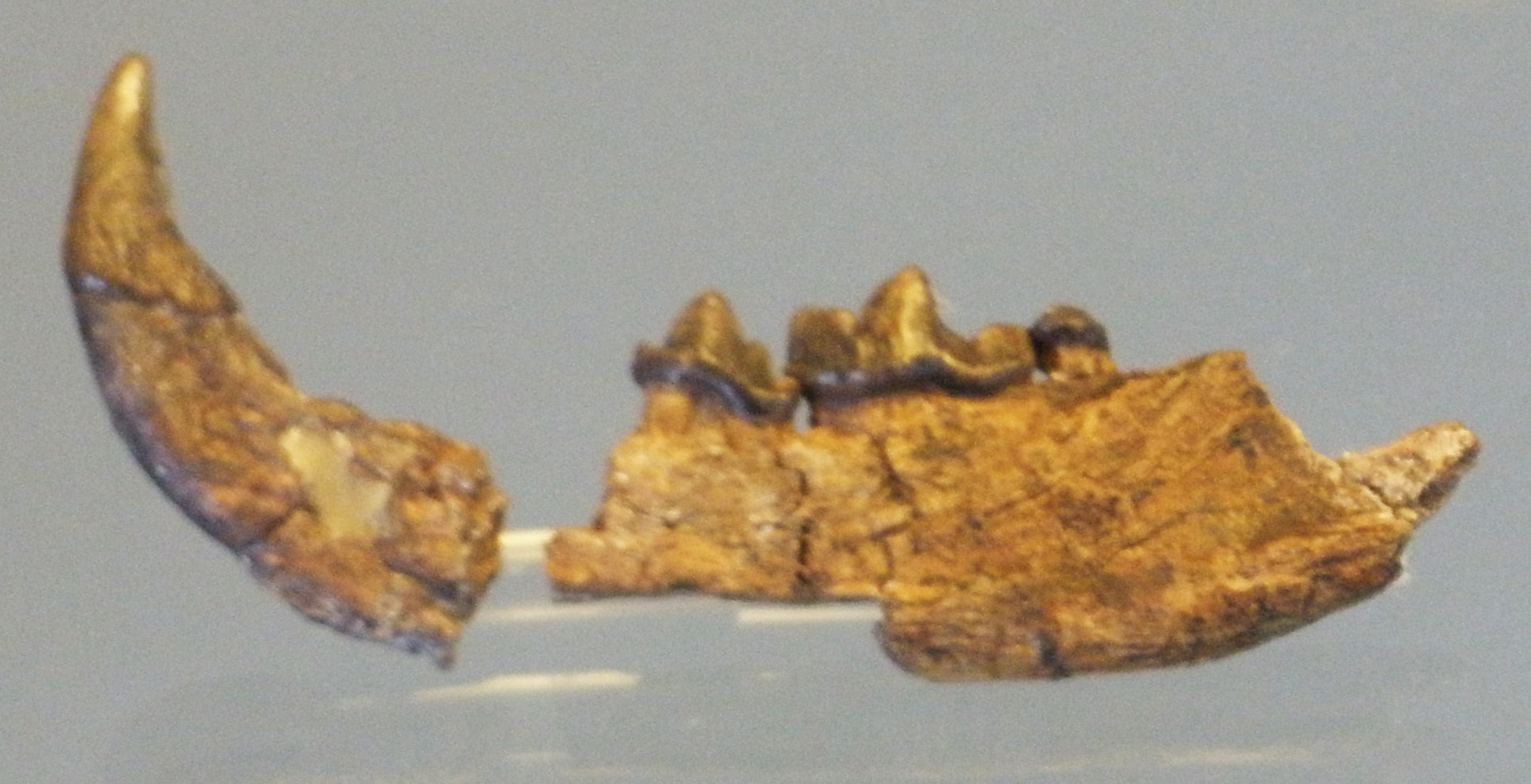
Mandíbula

Potamotherium medía aproximadamente 1,50 m de longitud, con un cuerpo de forma alargada y patas con membranas interdigitales. Fue, con casi toda seguridad, un buen nadador, aunque poseía poco desarrollado sentido del olfato, compensándolo con una buena visión y oído.
El género fue descrito por primera vez en 1833. Respecto a su filogenia, en 1988 fue asignado a la familia Mustelidae, subfamilia Oligobuninae, y por lo tanto estaría emparentado con las modernas nutrias; pero últimamente también se ha sugerido que este género estaría más bien emparentado con los pinnípedos.